# Franz Grasberger

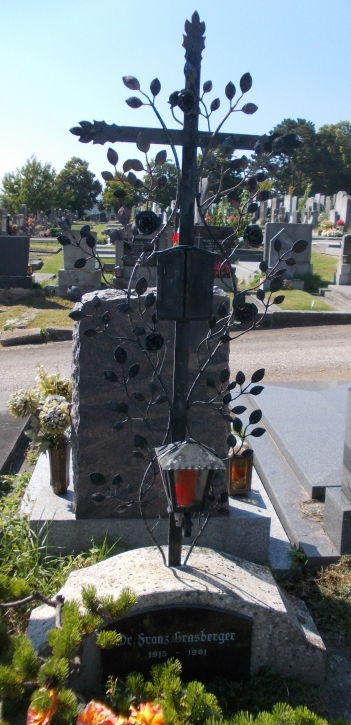
Grabstätte von Franz Grasberger

Franz Grasberger (* 2. November 1915 in Gmunden, Oberösterreich; † 25. Oktober 1981 in Wien) war ein österreichischer Musikwissenschaftler.

## Leben
Franz Grasberger studierte Musikwissenschaft an der Universität Wien bei Robert Lach und Robert Haas sowie Kirchen- und Schulmusik an der Wiener Musikakademie. Er war seit Juli 1933 illegales Mitglied der NSDAP, beantragte am 30. Mai 1938 die reguläre Aufnahme in die Partei und wurde rückwirkend zum 1. Mai desselben Jahres aufgenommen (Mitgliedsnummer 6.149.225). Im selben Jahr begann er bei der Österreichischen Nationalbibliothek als Mitarbeiter in der dortigen Musiksammlung. Zwischen 1954 und 1972 dozierte er Musikbibliografie an der Universität Wien. 1970 wurde Grasberger Direktor der Nationalbibliothek und 1974 Obmann der Kommission für Musikforschung, beide Ämter hatte er bis 1981 inne. 1978 gründete er das Anton Bruckner Institut Linz (ABIL).
Franz Grasbergers Forschungsschwerpunkte lagen in der Veranstaltung von Ausstellungen und Symposien sowie Arbeiten zu bibliothekarischen Problemen und analytisch-musiktheoretischen Themen. Seine Publikationen behandelten viele der bedeutendsten deutschsprachigen romantischen Komponisten wie Ludwig van Beethoven, Johannes Brahms, Anton Bruckner, Franz Schubert, Richard Strauss und Hugo Wolf.
Franz Grasberger war mit der Musikforscherin Renate Grasberger verheiratet und der Vater des Architekten Helmut Grasberger (gest. 1985). Er war von 1965 bis zu seinem Ausschluss 1969 Mitglied der Freimaurerloge Freundschaft.
Sein Grab befindet sich auf dem Baumgartner Friedhof (Gr. T, Nr. 1946) in Wien.